# Mimusops zeyheri
Mimusops zeyheri är en tvåhjärtbladig växtart som beskrevs av Otto Wilhelm Sonder. Mimusops zeyheri ingår i släktet Mimusops och familjen Sapotaceae. Inga underarter finns listade i Catalogue of Life.

## Bildgalleri

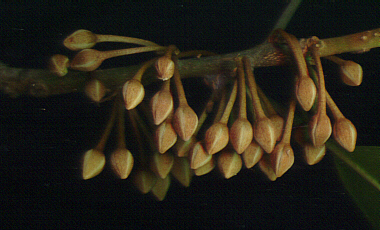
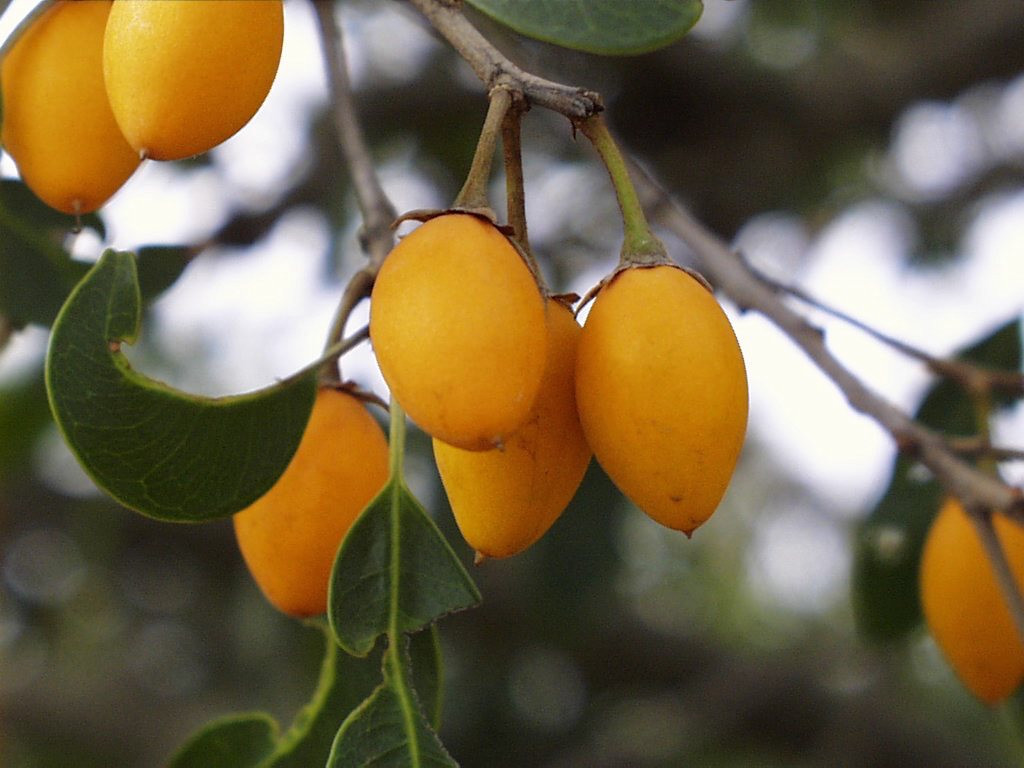
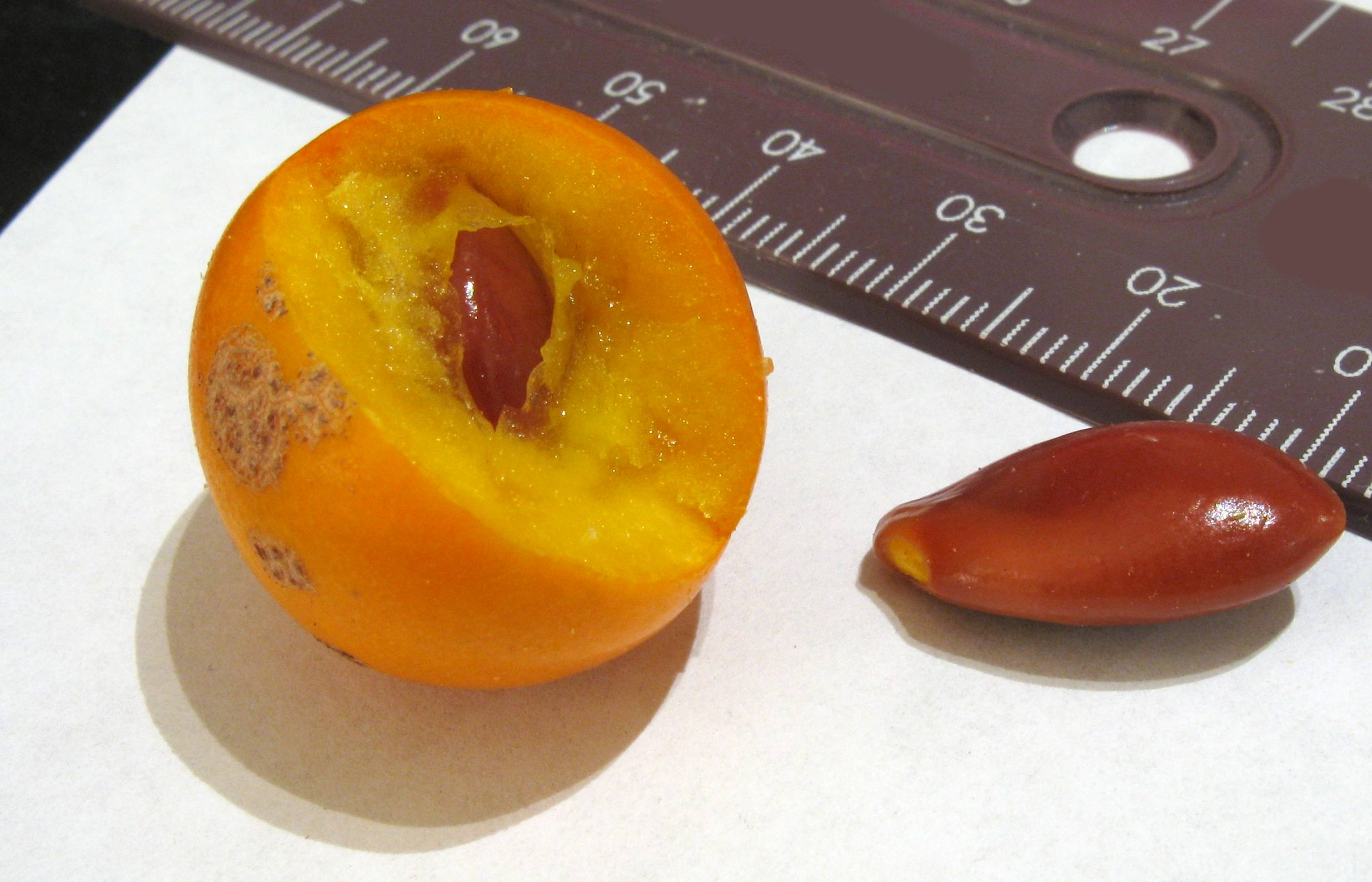
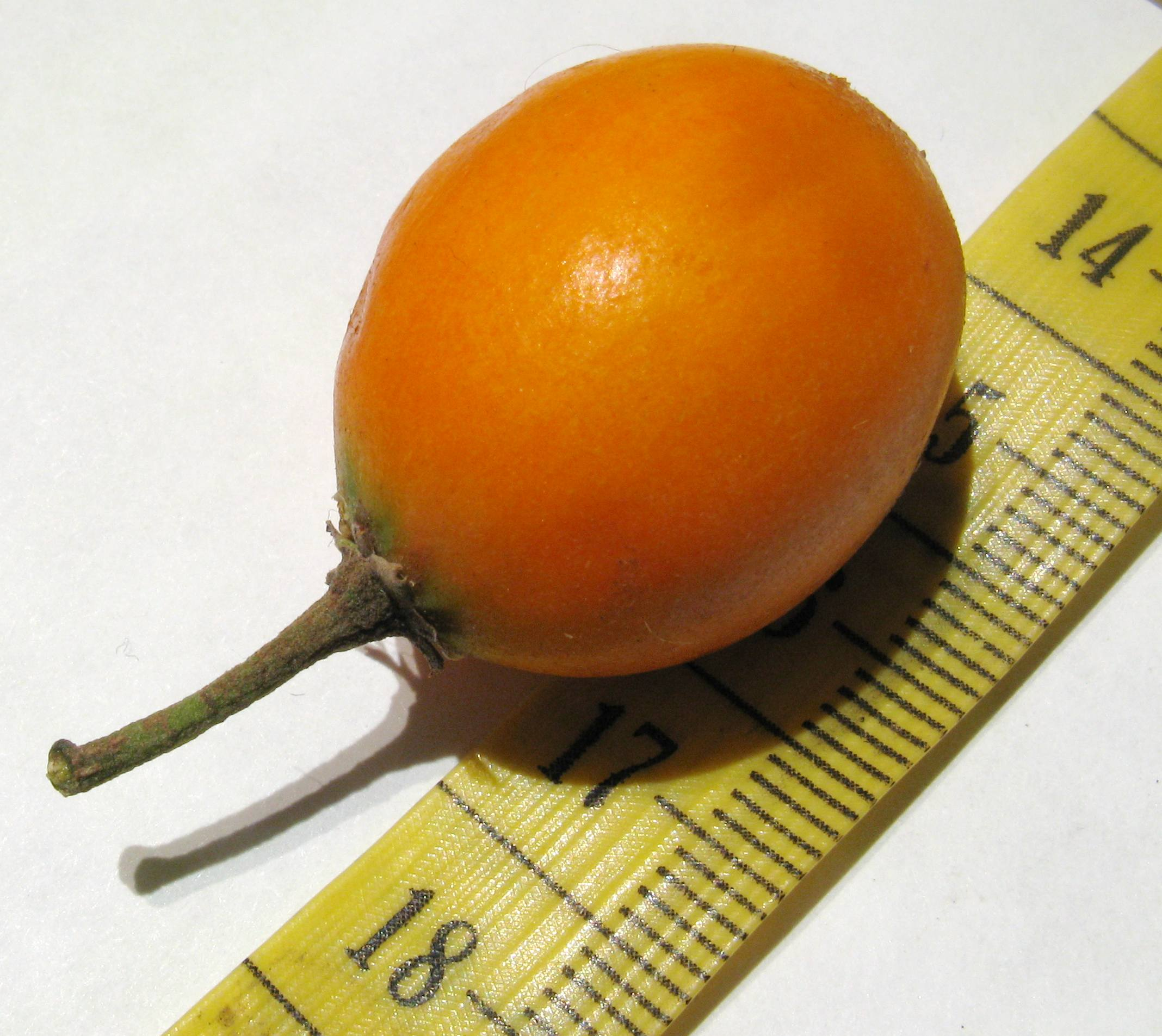
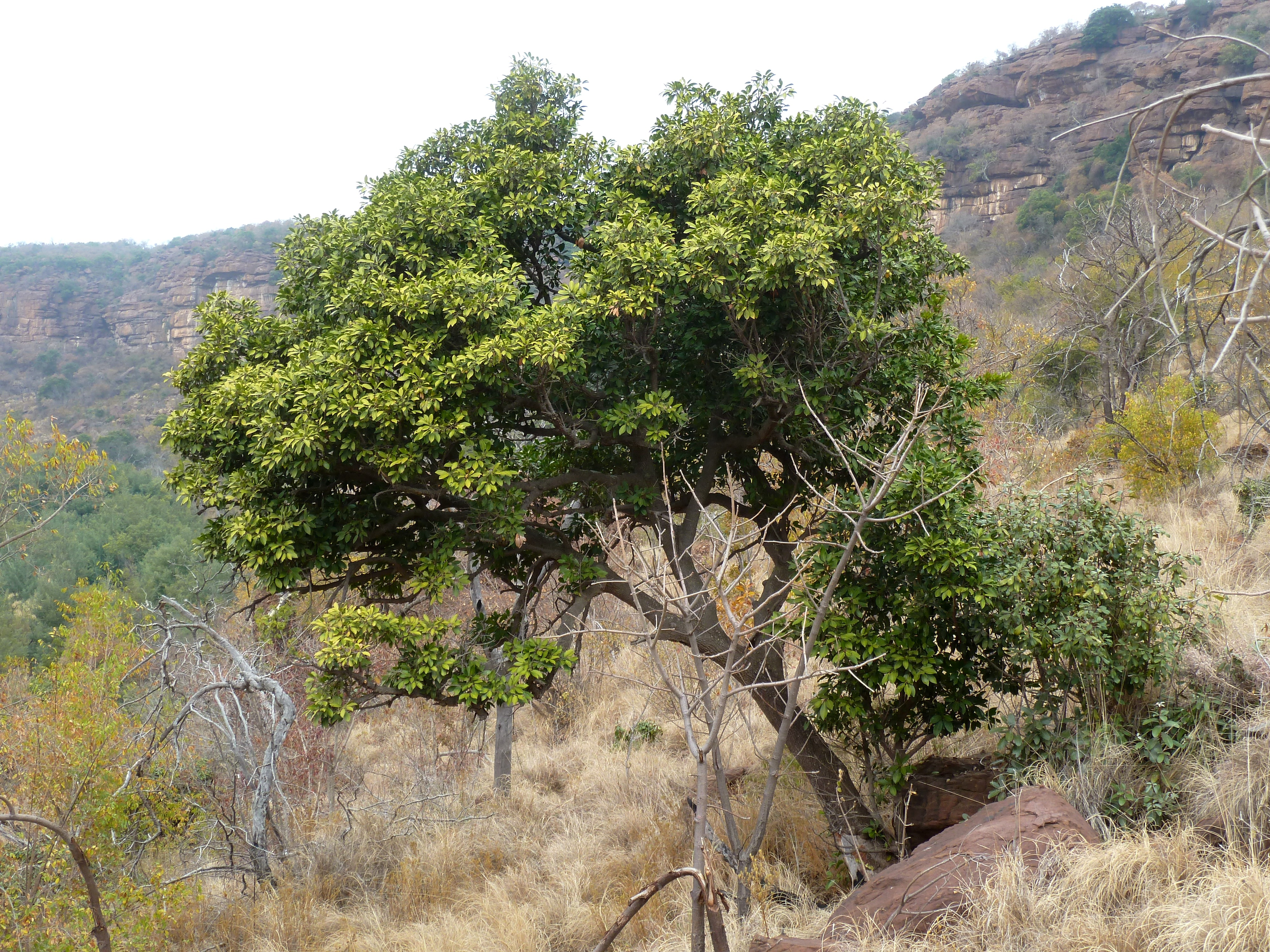
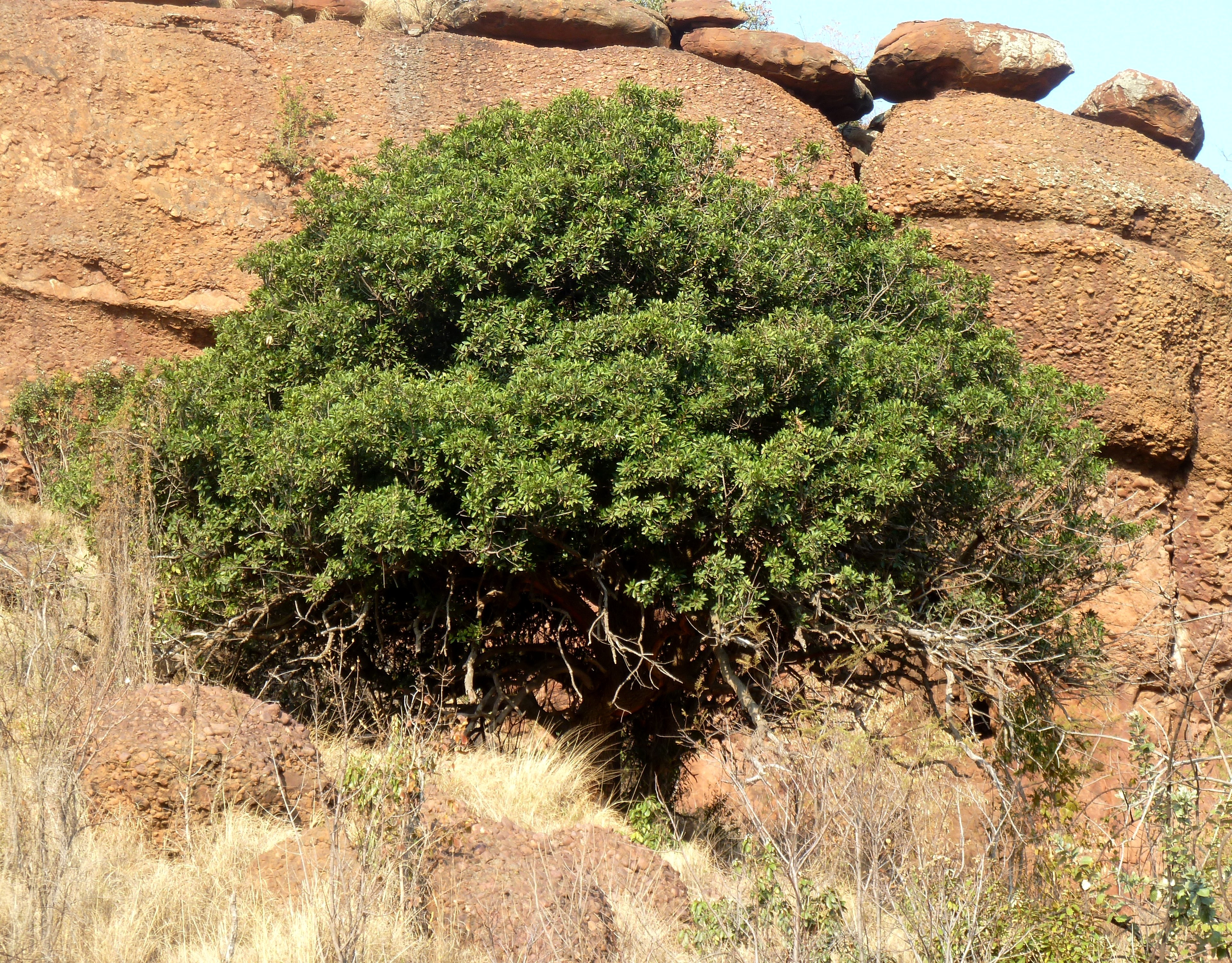